# Carparachne
Carparachne — рід аранеоморфних павуків родини Sparassidae. Включає два види. Обидва є ендеміками Намібії. Мешкають у спекотних піщаних пустелях.

## Назва
Рід названо на честь нідерландського спортсмена та бізнесмена Бернарда Карпа, який у 1950-х роках організував низку орнітологічних експедицій в Намібію.

## Види
Рід включає два види:
- Carparachne alba Lawrence, 1962
- Carparachne aureoflava Lawrence, 1966</small